# Rachunkowość funduszy inwestycyjnych
Rachunkowość funduszy inwestycyjnych – szczególna forma rachunkowości wykonywanej w odniesieniu do funduszu inwestycyjnego.
Fundusz samodzielnie prowadzi księgi rachunkowe.  Zasady wyceny i rachunkowości fundusz spisuje w 'polityce rachunkowości', której najistotniejsze elementy prezentowane są w prospekcie informacyjnym każdego funduszu oraz w rocznym (i półrocznym) sprawozdaniu finansowym.
Podstawowe przepisy wskazujące zasady rachunkowości:
- ustawa o rachunkowości (Ustawa z dnia 29 września 1994 r. o rachunkowości (Dz.U. z 2021 r. poz. 217))
- szczególne przepisy, w których określono zasady rachunkowości funduszy inwestycyjnych (Rozporządzenie Ministra Finansów z dnia 24 grudnia 2007 r. w sprawie szczególnych zasad rachunkowości funduszy inwestycyjnych[1]).

Dodatkowo - niektóre specyficzne zasady rachunkowości funduszy inwestycyjnych wynikają wprost z Ustawy z dnia 27 maja 2004 r. o funduszach inwestycyjnych i zarządzaniu alternatywnymi funduszami inwestycyjnymi (Dz.U. z 2024 r. poz. 1034).